# Initiative Europäische Horizonte
Die Initiative Europäische Horizonte ist eine Kooperation des Fachbereiches Wirtschaftsförderung/Europäische Angelegenheiten der Stadt Aachen, des Instituts für Politische Wissenschaft der RWTH Aachen, des Kulturwissenschaftlichen Instituts in Essen, der Regionalen Vertretung der Europäischen Kommission in Bonn sowie des Regio Aachen e. V. Gegründet wurde sie 2003. Die Initiative veranstaltet Vortrags- und Diskussionsabende rund um das Thema „Europa“, mit besonderem Schwerpunkt auf kulturellen und gesellschaftlichen Begleiterscheinungen des europäischen Einigungsprozesses.

## Publikationen
Die Initiative hat verschiedene Publikationen zu ihrem Schwerpunktthema im Transcript Verlag herausgegeben:
- Band 1: Helmut König, Manfred Sicking (Hg.): Der Irak-Krieg und die Zukunft Europas. Bielefeld 2004.
- Band 2: Helmut König, Manfred Sicking (Hg.): Gehört die Türkei zu Europa? Wegweisungen für ein Europa am Scheideweg. Bielefeld 2005.
- Band 3: Helmut König, Julia Schmidt, Manfred Sicking (Hg.): Europas Gedächtnis. Das neue Europa zwischen nationalen Erinnerungen und gemeinsamer Identität. Bielefeld 2008.
- Band 4: Helmut König, Emanuel Richter, Sabine Schielke (Hg.): Gerechtigkeit in Europa. Transnationale Dimensionen einer normativen Grundfrage. Bielefeld 2008.
- Band 5: Helmut König, Julia Schmidt, Manfred Sicking (Hg.): Die Zukunft der Arbeit in Europa. Chancen und Risiken neuer Beschäftigungsverhältnisse. Bielefeld 2009.
- Band 6: Benjamin Drechsel u. a. (Hg.): Bilder von Europa. Innen- und Außenansichten von der Antike bis zur Gegenwart. Bielefeld 2010.
- Band 7: Elke Ariëns, Helmut König, Manfred Sicking (Hg.): Glaubensfragen in Europa. Religion und Politik im Konflikt. Bielefeld 2011.